# Familieretshuset

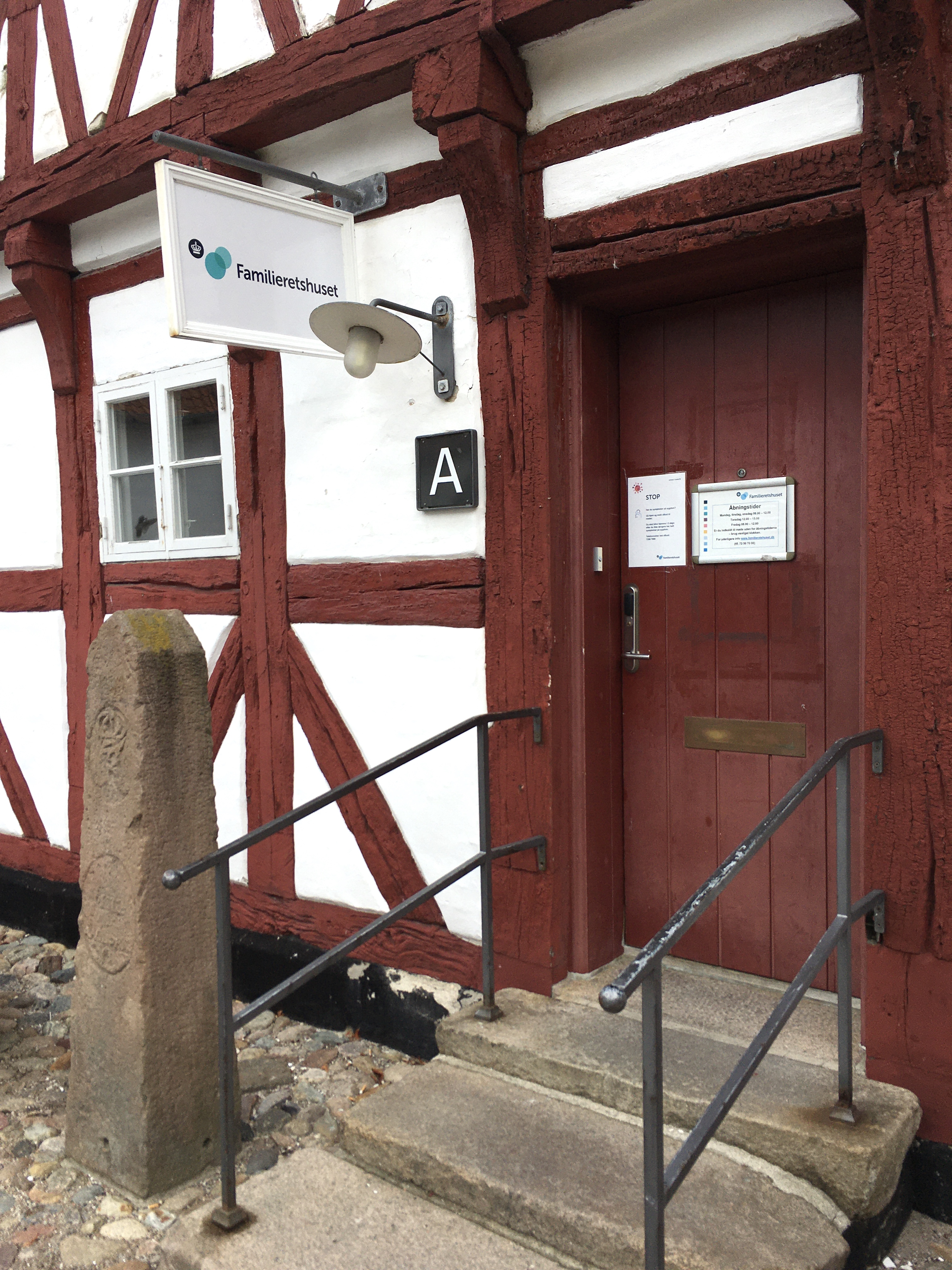
Zweigstelle in Aalborg, Schloss Aalborghus.

Familieretshuset (deutsch Familienrechtsagentur; Agentur für Familienrecht) ist eine staatliche Zentralverwaltung Dänemarks, zuständig für öffentliche Serviceleistungen v. a. im familienrechtlichen Bereich. Sie ist dem Sozial- und Innenministerium untergeordnet und beschäftigte etwa 420 Mitarbeiter. Sie ging 2019 aus der Behörde Statsforvaltningen hervor.
Die Behörde wird von Direktorin Anette Hummelshøj geleitet. Darunter rangieren drei Vize-Direktoren für die Sachgebiete Kinder und Elterliche Sorge, Familien- und Personenrecht sowie IT und Datenschutz.

## Hauptaufgaben
- Adoption
- Unterhalt (børnebidrag, ægtefællebidrag)
- Sorgerecht
- Mutterschaft, Vaterschaft
- Namensrecht
- Trennung von Ehepartnern und Scheidung
- Betreuung, Fürsorge (værgemål)
- Internationale Eheschließungen
- Anerkennung ausländischer Eheschließungen, Scheidungen, Totenscheine, Vaterschaften usw.

## Zweigstellen
Dezentrale Niederlassungen sollen bürgernahe Dienstleistungen ermöglichen.
| Zweigstelle                      | Adresse                         | Ort                   | Region             |
| -------------------------------- | ------------------------------- | --------------------- | ------------------ |
| Afdeling Aabenraa (Hauptstelle)  | Storetorv 10                    | 6200 Aabenraa         | Region Syddanmark  |
| Enheden for prøvelse af ægteskab | Rugårdsvej 55A, 2.              | 5000 Odense C         | Region Syddanmark  |
| Afdeling Odense                  | Mogensensvej 24 C, 1.           | 5000 Odense C         | Region Syddanmark  |
| Afdeling København               | Ellebjergvej 52                 | 2450 København SV     | Region Hovedstaden |
| Afdeling Rønne                   | Østre Ringvej 1                 | 3700 Rønne            | Region Hovedstaden |
| Afdeling Ringsted                | Nørregade 2                     | 4100 Ringsted         | Region Sjælland    |
| Afdeling Nykøbing F.             | Dronningensgade 30              | 4800 Nykøbing Falster | Region Sjælland    |
| Afdeling Ringkøbing              | Østergade 41                    | 6950 Ringkøbing       | Region Midtjylland |
| Afdeling Aarhus                  | Lyseng Allé 1                   | 8270 Højbjerg         | Region Midtjylland |
| Afdeling Aalborg                 | Aalborghus Slot, Slotspladsen 1 | 9000 Aalborg          | Region Nordjylland |